# Boreotrophon cepula
Boreotrophon cepula is een slakkensoort uit de familie van de Muricidae. De wetenschappelijke naam van de soort is voor het eerst geldig gepubliceerd in 1880 door Sowerby.